# Harvey Smith
Robert Harvey Smith (Bingley, 29 de diciembre de 1938) es un jinete británico que compitió en la modalidad de salto ecuestre. Sus hijos Steven y Robert también compitieron en el mismo deporte.
Ganó una medalla de bronce en el Campeonato Mundial de Saltos Ecuestres de 1970 y cinco medallas en el Campeonato Europeo de Saltos Ecuestres entre los años 1963 y 1983.
Participó en dos Juegos Olímpicos de Verano, ocupando el octavo lugar en México 1968 y el cuarto en Múnich 1972, en la prueba por equipos.

## Palmarés internacional
| Campeonato Mundial | Campeonato Mundial      | Campeonato Mundial | Campeonato Mundial |
| Año                | Lugar                   | Medalla            | Categoría          |
| ------------------ | ----------------------- | ------------------ | ------------------ |
| 1970               | La Baule (Francia)      | Medalla de bronce  | Individual         |
| Campeonato Europeo |                         |                    |                    |
| Año                | Lugar                   | Medalla            | Categoría          |
| 1963               | Roma (Italia)           | Medalla de bronce  | Individual         |
| 1967               | Róterdam (Países Bajos) | Medalla de plata   | Individual         |
| 1971               | Aquisgrán (RFA)         | Medalla de plata   | Individual         |
| 1977               | Viena (Austria)         | Medalla de plata   | Por equipos        |
| 1983               | Hickstead (Reino Unido) | Medalla de plata   | Por equipos        |